# Чаповский
Чаповский — упразднённый посёлок в Магдагачинском районе Амурской области России. Исключен из учётных данных в 1976 году.

## География
Посёлок располагался на ручье Чаповский (приток реки Гонжа), на расстоянии примерно 14,5 километра (по прямой) к северо-западу от поселка Апрельский.

## История
Возник в 1930-е годы как приисковый посёлок.
Решением Амурского исполкома от 18 мая 1976 года № 208, посёлок Чаповский исключён из учётных данных как фактически не существующий.